# 에시티
에시티(Essity 또는 Essity AB)는 스웨덴 스톡홀름에 본사를 둔 위생 및 건강 제품 전문 스웨덴 다국적 기업이다. 2017년 임산물 회사인 SCA(Svenska Cellulosa Aktiebolaget)에서 분사하여 설립된 Essity는 전 세계 약 150개국에서 사업을 운영하고 있으며, 다양한 제품을 통해 전 세계 10억 명 이상의 사람들에게 서비스를 제공하고 있다. 에시티(Essity)라는 이름은 "essentials"와 "necessity"에서 유래되었으며, 필수적인 위생 및 건강 제품에 중점을 두고 있음을 나타낸다.
에시티의 제품군에는 개인 위생용품, 일반 티슈 제품, 전문 위생 솔루션, 의료용품이 포함된다. TENA, Tork, Libero와 같은 유명 브랜드로 잘 알려져 있다. 에시티의 제품은 일회용으로 설계되었으며, 티슈, 아기 기저귀, 생리대 등 여성용 위생용품, 요실금 제품, 압박 요법, 정형외과용 제품, 상처 관리 제품 등이 포함된다.
에시티는 약 36,000명의 직원을 보유하고 있으며, 2023년 순매출은 130억 유로에 달했다.

## 브랜드
- Actimed
- Cushelle
- Familia (라틴아메리카)
- Hydrofera
- JOBST
- Leukoplast
- Libero
- Libresse
- OKAY and LOTUS (프랑스, 벨기에)
- Plenty
- Regio (멕시코)
- Saba
- Tempo
- TENA
- Tork
- Zewa